# Дрозды (водохранилище)
Водохранилище Дрозды — водохранилище, расположенное у северо-западной окраины Минска, на реке Свислочь. Входит в состав Вилейско-Минской водной системы.
Образовано в 1976 году плотиной на реке Свислочь для технического водоснабжения и водного благоустройства города. Площадь - 2,1 км², длина - 0,64 км, глубина достигает 6 м, средняя глубина - 2,7 м, объём - 5,75 млн.м³, площадь водосбора - 649 км². Проточное. Берега в основном низкие, есть 4 небольших острова. Вдоль берегов расположена зона отдыха, пляжи, лодочная станция. Между Заславским водохранилищем и Дроздами расположен канал для занятий водными видами спорта.
Популярное место летнего и подлёдного лова рыбы.